# Maribyrnong River

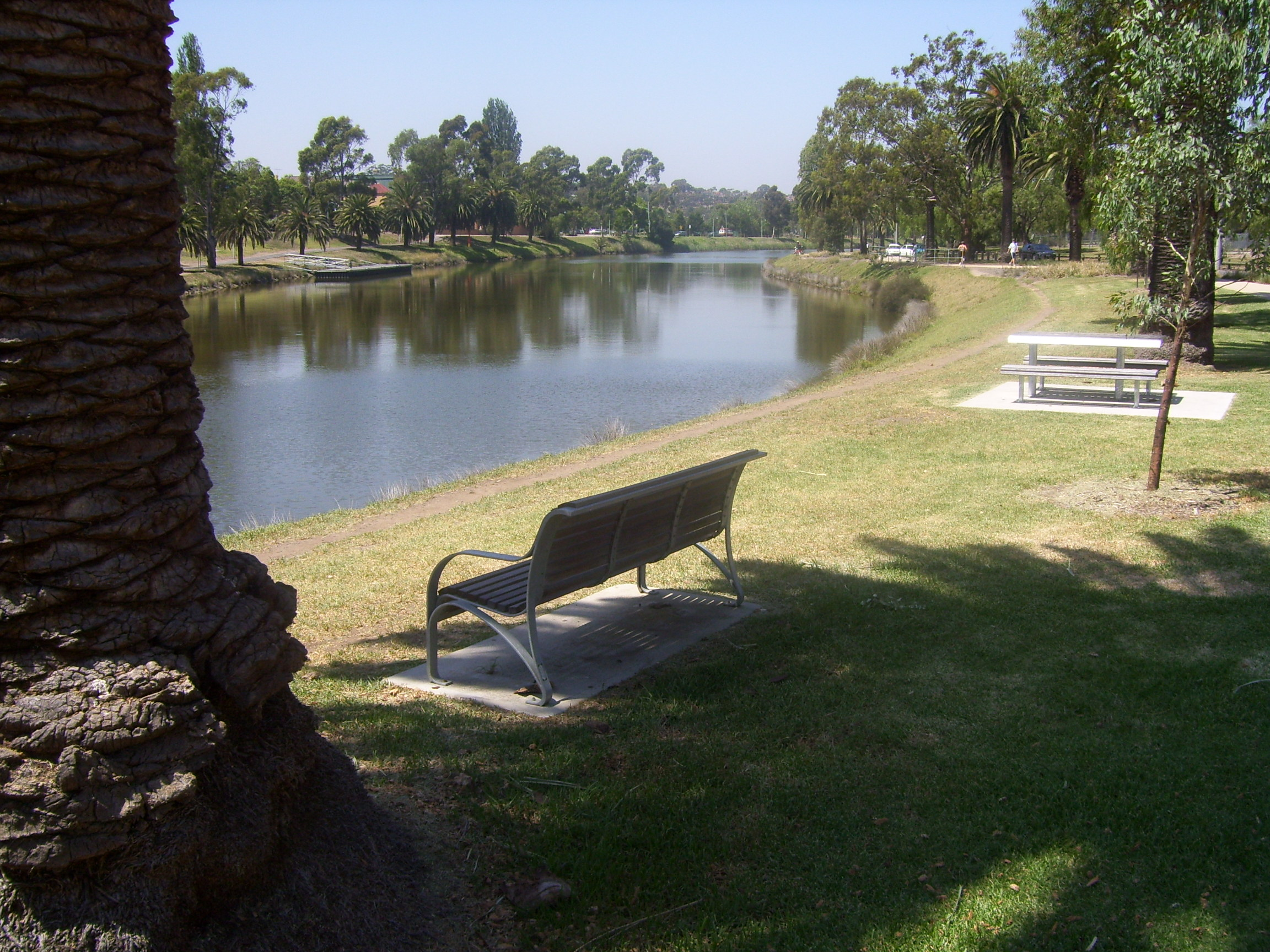
Maribyrnong River im Melbourner Stadtviertel Maribyrnong

Der Maribyrnong River ist ein Fluss im Süden des australischen Bundesstaates Victoria.
Er entspringt rund 50 Kilometer nördlich von Melbourne in der Nähe von Mount Macedon, fließt nach Süden durch die westlichen und nordwestlichen Stadtteile von Melbourne und bei Footscray in den Yarra River.
Seinen Namen erhielt der Fluss durch den Melbourner Stadtteil Maribyrnong und die Local Government Area Maribyrnong City.

## Etymologie
Der Fluss wurde ursprünglich von frühen Siedlern Saltwater River genannt, weil sein Unterlauf ein Ästuar darstellt. Der Name Maribyrnong kommt entweder vom Ausdruck „mirring-gnay-bir-nong“ aus der Woiwurrung-Sprache der Aborigines vom Wurundjeri-Stamm (dt.: Ich kann ein ringelschwänziges Possum hören) oder bedeutet Salzwasserfluss. „Gunung“ oder „Gunnung“ bedeutet „Fluss“ in der Woiwurrung-Sprache, was man auch an anderen Bezeichnungen sieht, z. B. Koonung Creek oder Birrarung.
'Marriburnong' tritt als unterschiedliche Schreibweise, z. B. auf einer Karte von 1840, auf.

## Geschichte
Das Tal des Maribyrnong River war für bis zu 40.000 Jahre die Heimat der Wurundjeri, Aborigines vom Stamme der Kulin. 15.000 Jahre alte menschliche Überreste wurden schon am Fluss gefunden, wobei es auch deutlich ältere Zeichen menschlicher Besiedlung dieser Gegend gibt.
Die ersten Europäer, die das Land entlang des Flusses erforschten, war eine Gruppe unter der Führung von Charles Grimes, stellvertretender Surveyor-General aus New South Wales, im Februar 1803. John Batman erforschte Anfang 1835 vermutlich den Oberlauf des Flusses. Nach der Gründung der Kolonie Melbourne im selben Jahr richteten Edmund Davis Fergusson und Michael Solomon bald Schafweiden in den Gebieten von Avondale und Sunshine ein. Auf Solomons Schafstation wurde die Furt, die heute in der Nähe des Westendes der Canning Street in Avondale Heights liegt, bald als 'Solomon's Ford' bekannt. Dies war der am weitesten flussabwärts gelegene Übergang über den Saltwater River (= Maribyrnong River) und zugleich der am weitesten im Landesinneren gelegene Punkt am Fluss, an dem noch Gezeiteneinfluss spürbar war. Batman soll den Fluss an dieser Stelle in gut eingelaufenen Schuhen der Aborigines überquert haben. Viele Jahre lang war dies der einzige Weg von Melbourne nach Geelong und das westlich davon gelegene Land.
In der zweiten Hälfte des 19. Jahrhunderts wurde ein großer Teil der Industrie Melbournes an diesem Fluss angesiedelt und so wurde sein Wasser sehr schmutzig. Mit der Schließung vieler Industriebetriebe in den 1960er- und 1970er-Jahren wurde ein großer Teil der Ufer für Parks freigemacht und ist heute begehrtes Bauland.

## Geographie
Folgende Nebenflüsse hat der Maribyrnong River (flussaufwärts angegeben):
- Steele Creek oder Rose Creek
- Taylors Creek
- Bach ohne Namen
- Jackson Creek / Deep Creek

## Flusslauf

### Quellbäche und Oberlauf

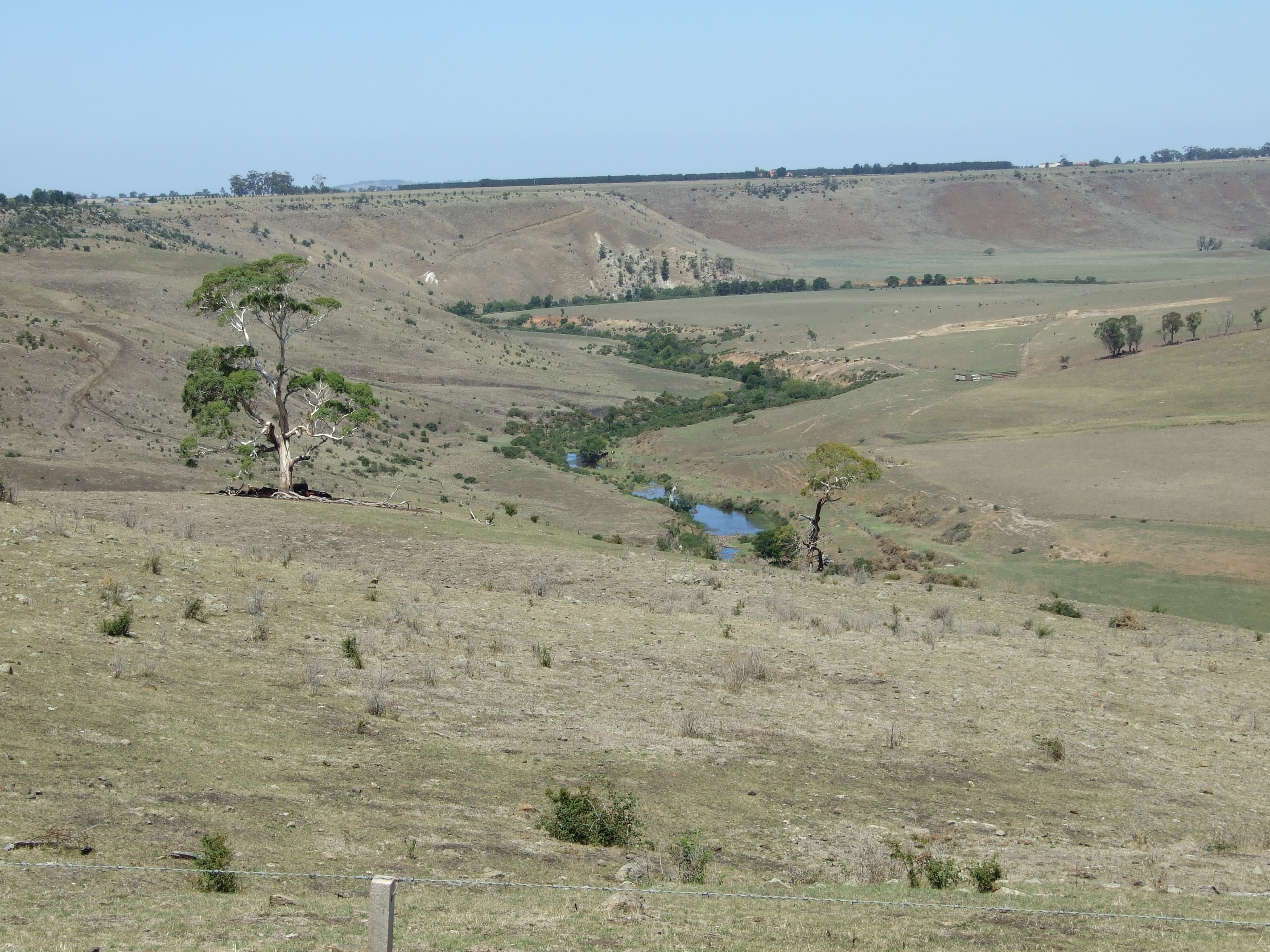
Jackson Creek, ein Nebenfluss des Maribyrnong River, in Clarkefield

Die Quelle des Maribyrnong River liegt im Macedon-Gebirge im Zentrum Victorias, ca. 60 km nordwestlich Melbourne. Viele kleine Bäche an den Südhängen des Mount Macedon sammeln sich im Riddels Creek, der seinerseits wieder in den Jackson Creek mündet. Der Jacksons Creek beginnt seine Reise nordwestlich von Gisborne, 50 km nördlich von Melbourne. Der andere wichtige Nebenfluss des Maribyrnong River ist der Deep Creek, der an den Nord- und Osthängen des Macedon-Gebirges entspringt. Der Bach hat in seinem Lauf nach Süden ein tiefes Tal in die Basalthochfläche eingegraben, was besonders an Orten wie Konagaderra und Bulla zu beobachten ist.
Westlich des Flughafens Melbourne vereinigen sich der Jackson Creek und der Deep Creek zum Maribyrnong River. Der Organ-Pipes-Nationalpark findet sich am Jackson Creek in der Nähe des Calder Freeway: ein einzigartiger Picknickplatz im Angesicht von Basaltsäulen, die wie Orgelpfeifen aussehen – daher der Name.

### Mittellauf

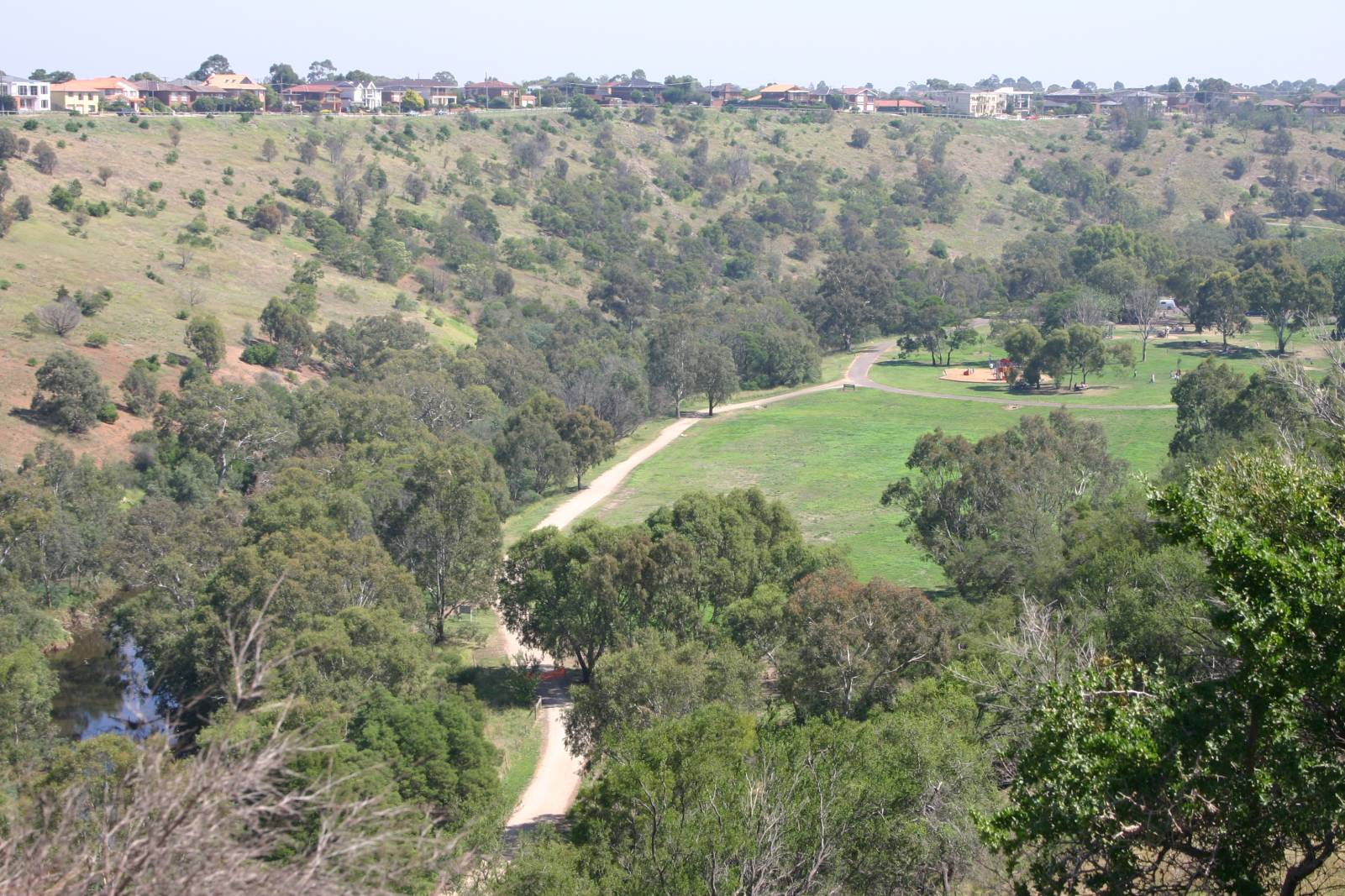
Maribyrnong River im Brimbank Park

Der Fluss fließt generell in südwestlicher Richtung. Bei Keilor richtet er in einer Flussschleife seinen Lauf nach Norden, um ab Brimbank Park wieder nach Süden zu fließen. An dieser Stelle liegt das Flussbett 50 m unterhalb der Western Plains. Die Horseshoe Bend Farm ist ein Mini-Bauernhof  für Schulen, Kindergärten, Spielgruppen und auch für die Allgemeinheit.
Der Brimbank Park bildet ein riesiges Amphitheater in der Flussschleife, in dem sich Picknickplätze, Fuß- und Radwege und ein Café finden, das an Wochenenden und Feiertagen geradezu vor Besuchern überquillt. In dieser Gegend gibt es viele Vögel und andere typisch australische Tiere.
Der Maribyrong River Trail beginnt in Brimbank Park und folgt dem Fluss bis fast zu seiner Mündung in den Yarra River bei Footscray. In Avondale Heights und Essendon West haben die Anrainer einen spektakulären Blick über das Flusstal auf die Wolkenkratzer des Stadtzentrums von Melbourne.

### Unterlauf
Der Fluss fließt durch den Pipemakers Park in Maribyrnong und am Living Museum of the West vorbei, das Informationen über den Fluss und die frühe Industriegeschichte der Gegend bietet. Delfine und viele Wasservögel können manchmal im Unterlauf des Maribyrnong River beobachtet werden, besonders bei Burndap Park.
Der Footscray Park gegenüber dem Flemington Racecourse (Pferderennbahn) liegt nur wenig unterhalb von Pipemakers Park und Bundap Park. Von dort mäandriert der Fluss durch sein Hochwasserbett bis zur Mündung in den Yarra River bei Yarraville.

## Erholung und Freizeit

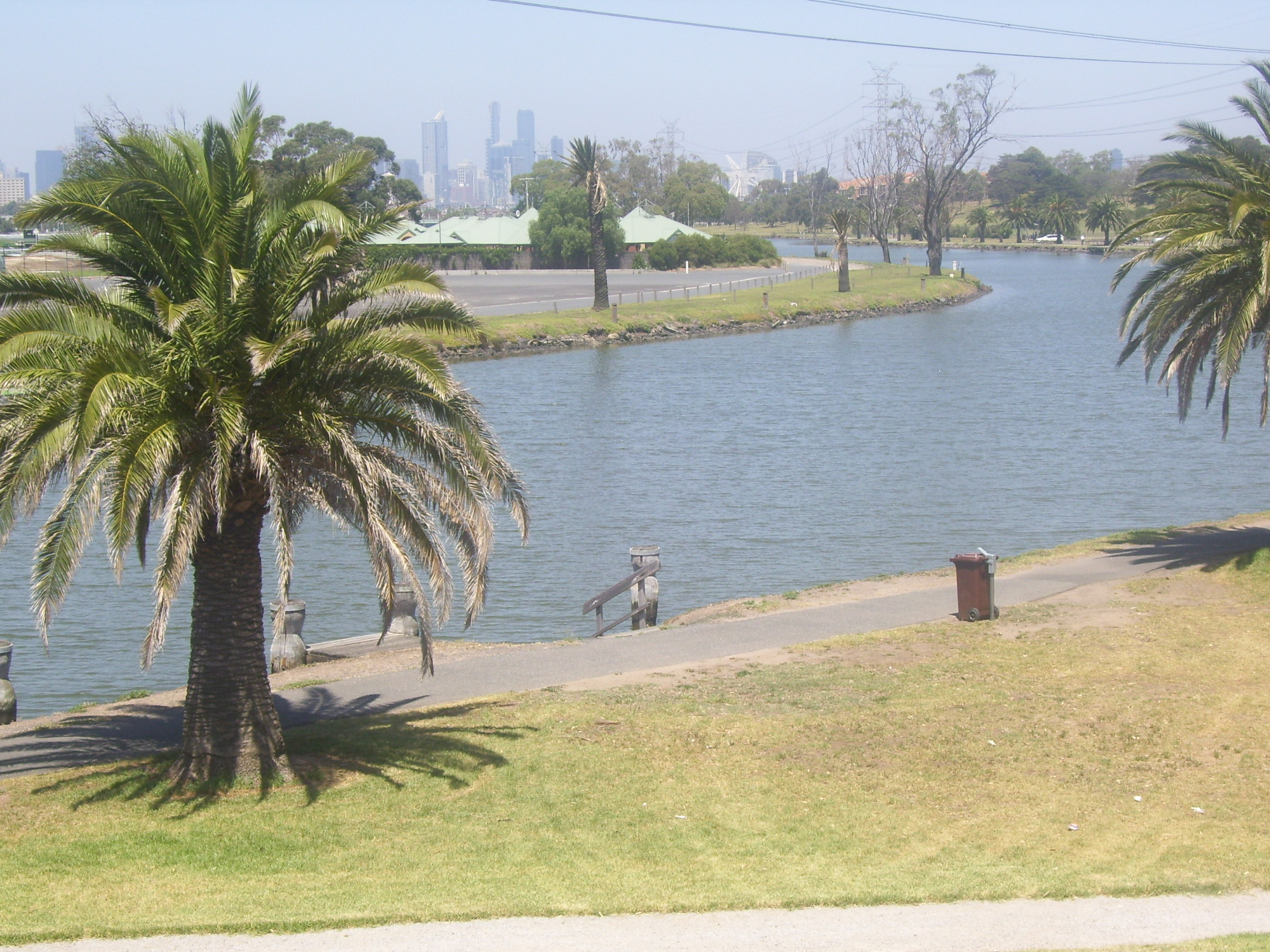
Maribyrnong River bei Footscray mit Blick in Richtung Innenstadt

Als zweitgrößter Fluss im Großraum Melbourne spielt der Maribyrnong River eine wichtige Rolle für die Erholung der Stadtbevölkerung. Man kann Boot fahren, an seinen Ufern entlang radeln, z. B. auf dem Maribyrnong River Trail, Fischen oder Wandern. Auch Querfeldeinwandern ist möglich und Naturbeobachter können sich an der typisch australischen Fauna erfreuen, z. B. Ameisenigel, Wallabys und auch die allgegenwärtigen Fuchskusus und Flughunde.

## Flussquerungen
Straßen- und Eisenbahnbrücken, ebenso wie an den Flussquerungen entlang des Maribyrnong River umfassen:
- Shepherd Bridge – Schnellstraße
- Eisenbahnlinie South Kensington-West Footscray
- Hopetoun Bridge – Schnellstraße
- Vororteisenbahn Sydenham-Footscray
- Frühere Viehbrücke – hierher versetzt von der Punt Road in South Yarra
- Lynchs Bridge – Schnellstraße
- Farnsworth Avenue Bridge – Schnellstraßenzubringer
- Pipemakers Park Footbridge – Fußgängerbrücke
- Maribyrnong Road Bridge – Schnellstraße
- Afton Street Footbridge – Fußgängerbrücke
- Canning Street Bridge – Schnellstraße
- Medway Golf Club Footbridge – Fußgängerbrücke
- Solomons Ford – historische Furt
- Maribyrnong River Viaduct im Verlauf der Eisenbahnlinie Albion-Jacana
- E.J. Whitten Bridge – Schnellstraße (westlicher Autobahnring Melbourne)
- Furt
- Furt
- Old Calder Highway Bridge – Schnellstraße
- Historische Calder Bridge (1868)
- Calder Freeway Bridge – Schnellstraße
- Flora Street Bridge – Wohn- und Privatstraße
- Historische Arundel Road Bridge – (erbaut 1906–1907, für den Straßenverkehr geschlossen 1989, für den Fußgängerverkehr geschlossen 2007)[9]
- Arundel Road Bridge (1989) – Wohnstraße

## Fauna

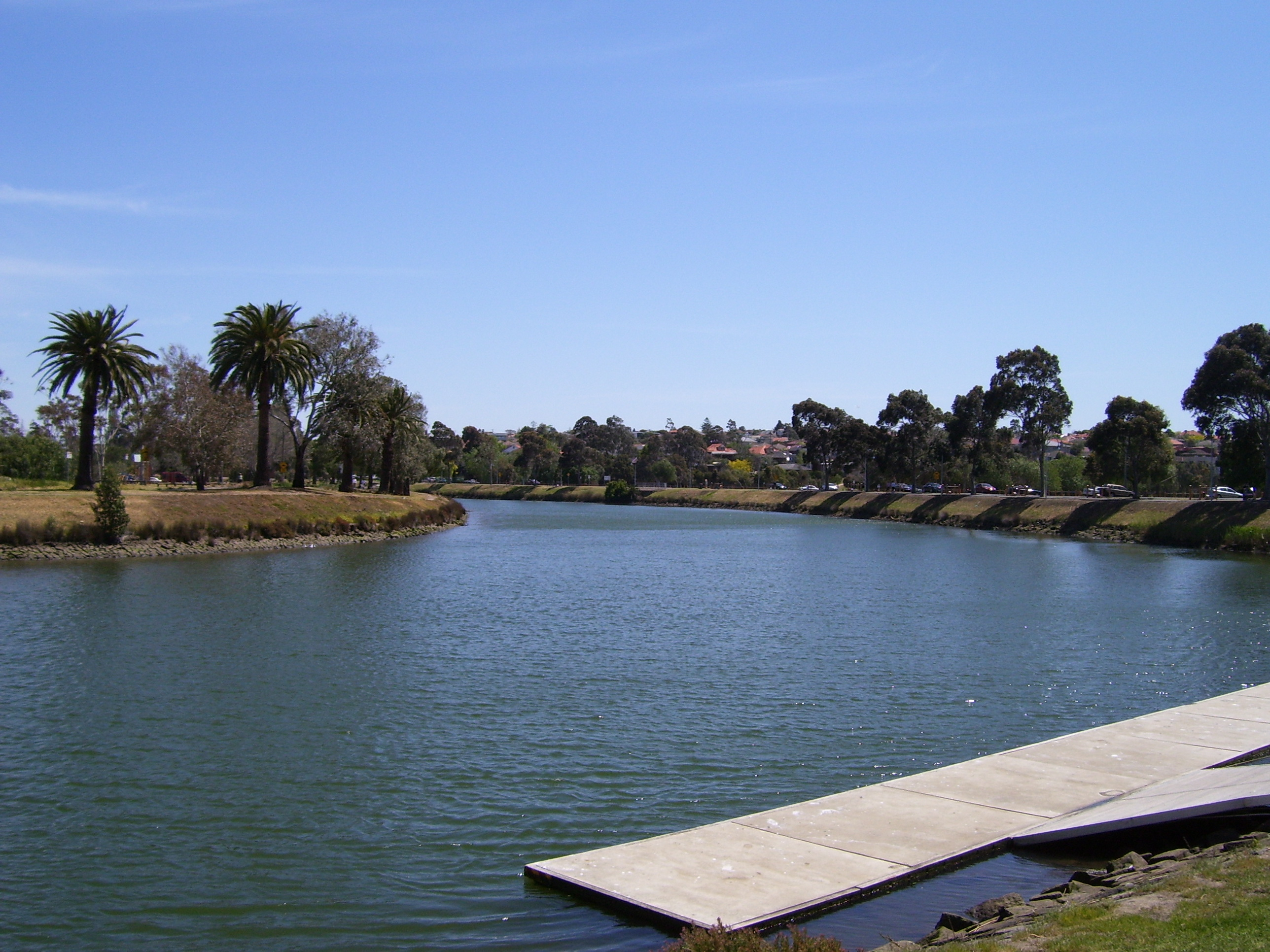
Der Fluss auf seinem Weg durch Aberfeldie

### Einheimische Arten
Viele einheimische Tierarten findet man entlang dem Maribyrnong River und ebenso viele in der Umgegend:

#### Säuge- und Beuteltiere
Sumpfwallaby, Graukopf-Flughunde oder Frucht-Flughunde, Fuchskusu, Gewöhnlicher Ringbeutler, Goldbauch-Schwimmratte oder Rakali, Ameisenigel und Schnabeltier – nur am Oberlauf.

#### Reptilien
Östliche Braunschlange, Tigerottern, Skinke und Gemeine Schlangenhals-Schildkröte

#### Vögel
Östlicher Peitschenvogel, Kakadus, Allfarblori, Rosakakadu, Habichtfalke, Wanderfalke, Trapezschwanzhabicht, Königslöffler, Schwarzschwan, Augenbrauenente, Kräuselscharbe, Teichrallen und  Nasenkakadu

#### Amphibien
Frösche

#### Fische
Kurzflossen-Aal (Anguilla australis), Mordacia mordax, Australischer Forellenhechtling (Prototroctes maraena), die Galaxien Galaxias maculatus, Galaxias brevipinnis und Galaxias truttaceus sowie die Meerbrasse (Acanthopagrus butcheri).

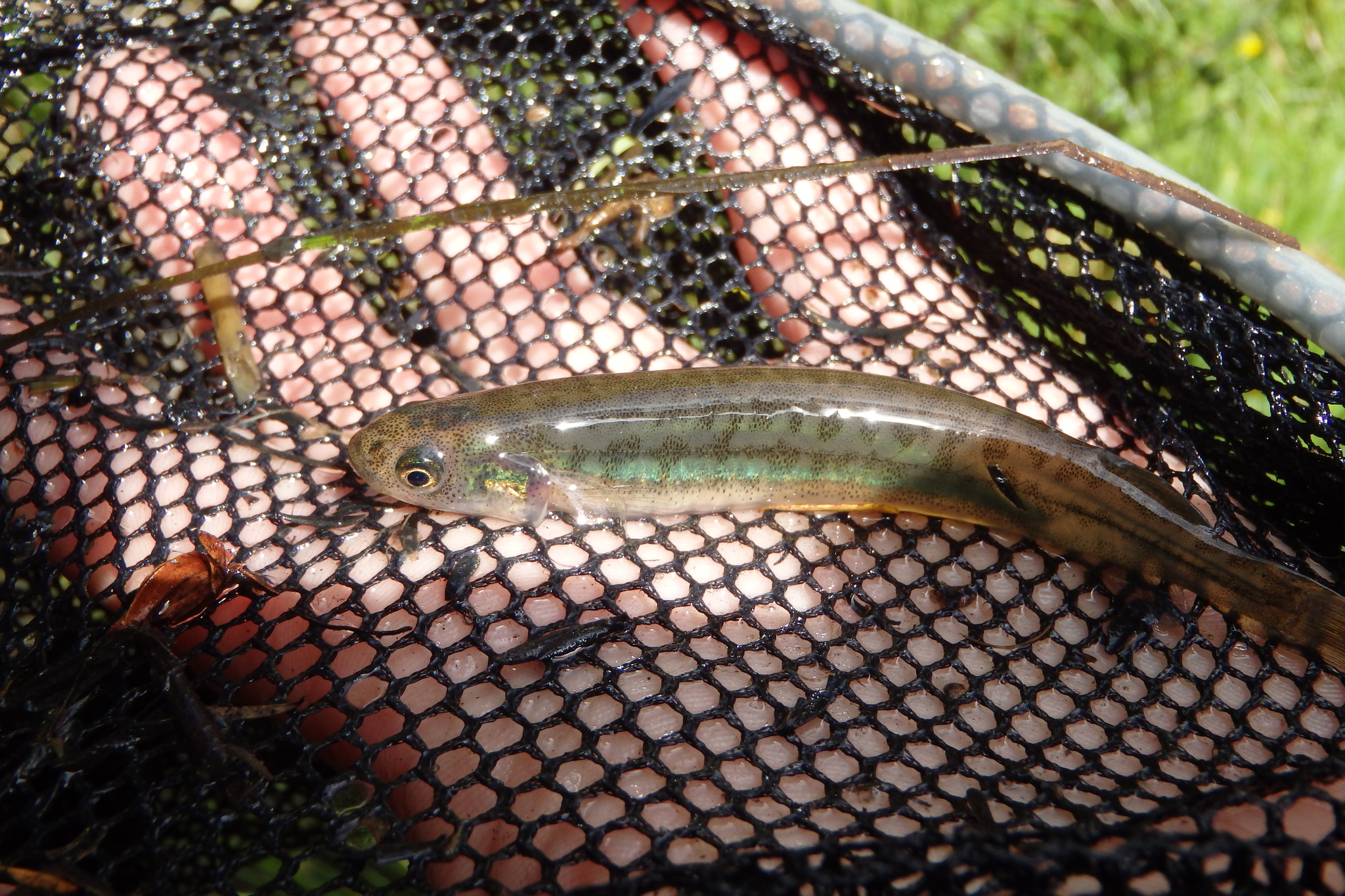
Galaxias maculatus
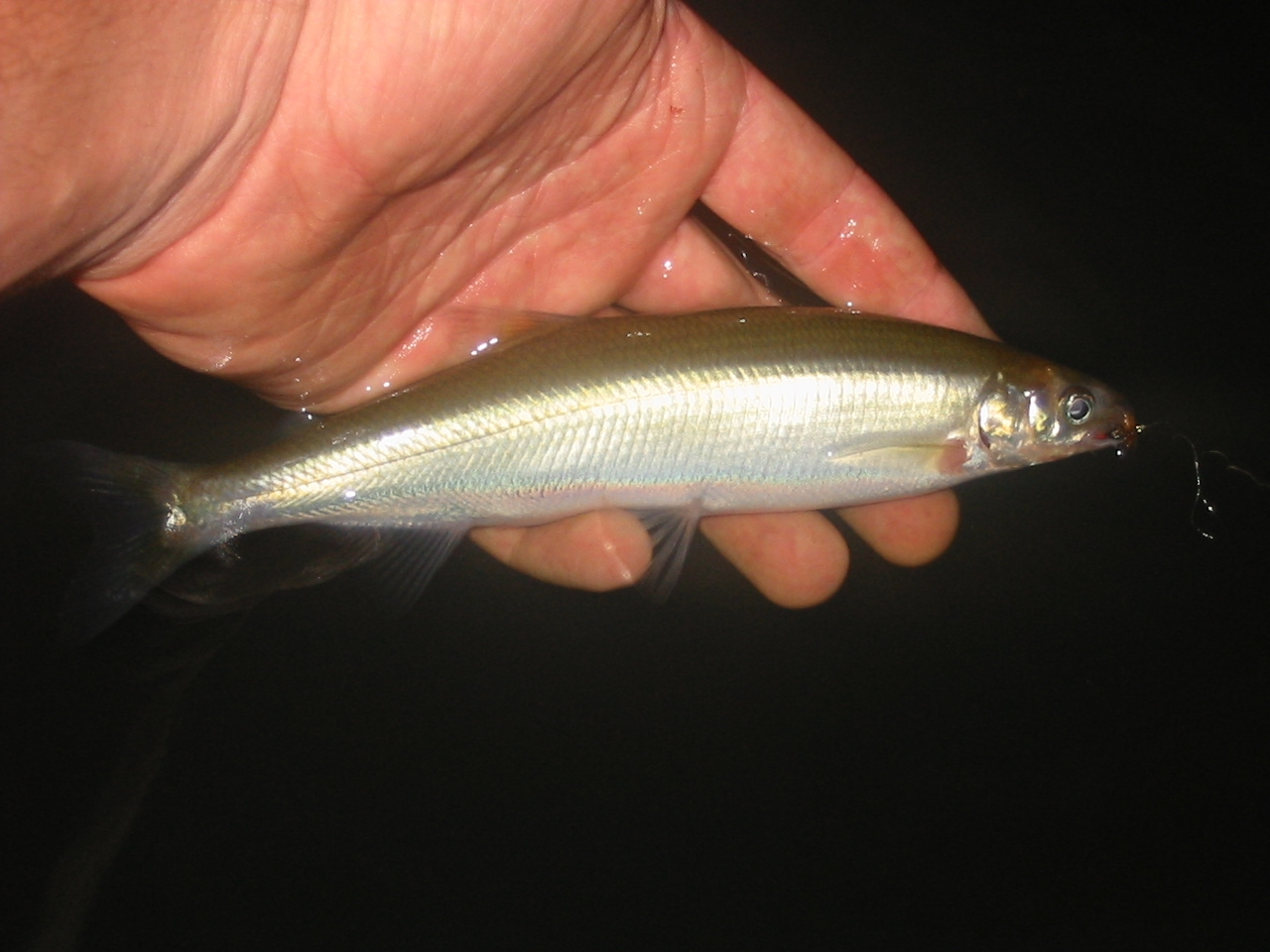
Australischer Forellenhechtling (Prototroctes maraena)

#### Andere Arten

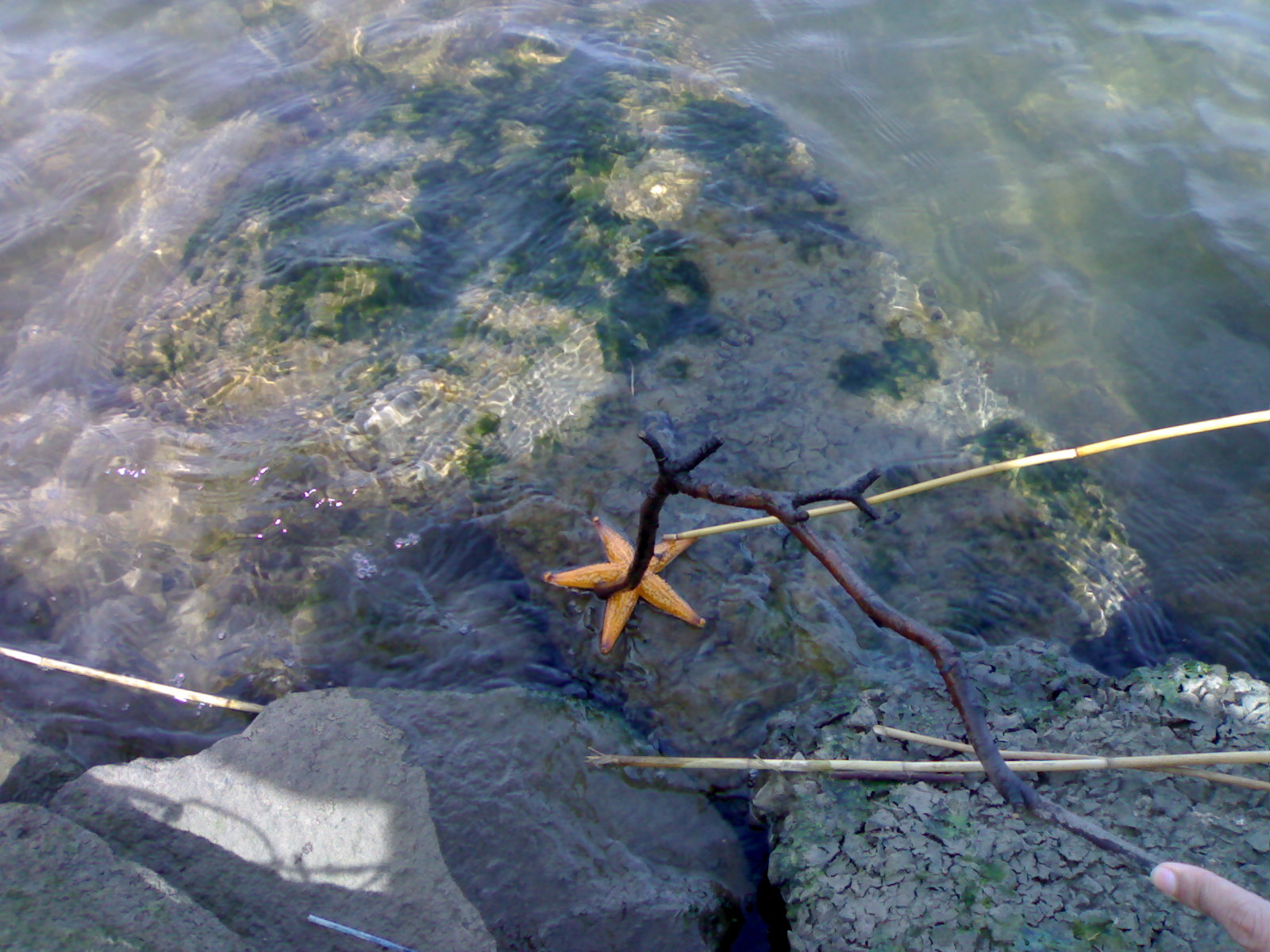
Ein Seestern im Maribyrnong River in der Nähe der Melbourne Cup-Rennbahn

Seesterne

### Eingeschleppte Arten

#### Säugetiere
Rotfuchs, Wildkaninchen und verwilderte Hauskatze

#### Vögel
Singdrossel, Amsel, Hirtenstar, Star, Haussperling, Perlhalstaube, Felsentaube und Stockente

## Soziale Trennlinie
Lange Zeit litten die westlichen Vororte von Melbourne unter dem Stigma der Ärmlichkeit. Laut Campbell Rose von der Zeitung The Age wurde der Ruf dieser Stadtteile als „Rostgürtel“, der durch soziale und wirtschaftliche Schwierigkeiten begründet war, durch den unvermeidlichen Vergleich mit dem Osten – elegante Vororte mit berühmten Schulen und Einrichtungen – erst begründet, wobei der Maribyrnong River als Grenze in physikalischer, mentaler, sozialer und wirtschaftlicher Hinsicht galt.